# 1250
1250 (MCCL) a fost un an obișnuit al calendarului iulian.

## Evenimente
- 10 februarie: Armata franceză cruciată intră în Mansourah, în Egipt.
- 4 aprilie: Bătălia de la Mansourah; cruciații sunt înfrânți, iar regele Ludovic al IX-lea al Franței este luat prizonier.
- 6 aprilie: Capitularea trupelor cruciate din Egipt.
- 2 mai: Dinastia mamelucă a Bahrizilor preia puterea în Egipt, înlăturându-i pe ayyubizi.
- 6 mai: Ludovic al IX-lea, regele Franței este eliberat din captivitatea din Egipt, după plata unei consistente sume de bani și restituirea Damiettei.
- 13 mai: Ludovic al IX-lea al Franței debarcă la Accra și hotărăște să rămână în Palestina.
- 3 iulie: Bătălia de la Fariskur: Ludovic al IX-lea al Franței este luat prizonier de către armata mamelucă a lui Baibars.
- 13 decembrie: În urma morții împăratului romano-german Frederic al II-lea, începe "Marele Interregnum", ce va dura 23 de ani.

### Nedatate
- 1250-1517. Dinastia Mamelucă. Conducători de diferite rase și etnii ai Siriei și Egiptului.
- Birger Jarl conduce armata suedeză care cucerește teritoriul Finlandei.
- Ciuma izbucnește la Napoli.
- Construirea bisericii ortodoxe din Gurasada (Jud. Hunedoara), monument reprezentativ al vechii arhitecturi românești din zid.
- Construirea spre mijlocul sec.al XIII-lea a bisericii din satul Densuș (jud. Hunedoara), monument de tip central la care s-au folosit materiale din ruinele de la Ulpia Traiana Augusta Dacica Sarmizegetusa.
- Crearea statului Walayta, în Etiopia de astăzi.
- Dizolvarea Ligii lombarde, ca urmare a morții lui Frederic al II-lea, principalul său inamic.
- Fondarea orașului norvegian Tromsø.
- Liga Hanseatică obține privilegii la Bergen, în Norvegia.
- Prima mențiune a Parlamentului din Paris.
- Proclamarea unei comune populare la Florența.
- Regele Alfonso al III-lea al Portugaliei cucerește Algarva de la mauri, desăvârșind alungarea acestora de pe teritoriul portughez.

## Arte, științe, literatură și filozofie
- Construirea podului Rialto, la Veneția.
- Deschiderea unui arsenal maritim la Nisa, pentru a-l concura pe cel al Genovei.
- Fondarea Universității din Valladolid, în Spania.
- Izolarea arsenicului de către Albertus Magnus.
- Realizarea în mozaic a baptisteriului de la Florența.
- Vincent de Beauvais scrie lucrarea sa majoră, Speculum Majus.

## Nașteri
- 15 august: Matteo I Visconti, guvernator al orașului Milano (d. 1322)
- 25 decembrie: Ioan al IV-lea Lascaris, împărat bizantin (d. 1305)
- Fra Dolcino, predicator italian (d. 1307)
- Giovanni Pisano, sculptor italian (d. 1315)
- Guido Cavalcanti, poet italian (d. 1300)
- Niccolò Albertini, cardinal și episcop catolic (d. 1321)
- Pietro d'Abano, fizician, filosof și astrolog italian (d. 1316)

## Decese
- 2 februarie: Eric al XI-lea, rege al Suediei (n. 1216)
- 3 iulie: Guillaume de Sonnac, mare maestru al Ordinului templierilor (n. ?)
- 9 august: Eric al IV-lea Plovpenning, rege al Danemarcei (n. 1216)
- 4 octombrie: Herman al VI-lea, margraf de Baden (n. ?)
- 13 decembrie: Frederic al II-lea, ultimul împărat din dinastia Hohenstaufen (n. 1194)
- Buoncompagno da Signa, gramatician și istoric italian (n. 1170)
- Leonardo da Pisa (Leonardo Fibonacci), matematician italian (n. 1170)
- Matej Ninoslav, ban al Croației (1232-1250), (n. ?)

## Înscăunări
- 1 noiembrie: Abel, rege al Suediei (1250-1252).